# 1768
1768 (MDCCLXVIII) byl rok, který dle gregoriánského kalendáře započal pátkem.

## Události
- 9. ledna – Philip Astley založil v Londýně první moderní cirkus.
- 6. dubna – Francouzský mořeplavec Louis Antoine de Bougainville na cestě kolem světa přistál na ostrově Tahiti.
- 30. dubna – Papež Klement XIII. blahořečil Andělu Mericiovou.
- 5. května – Papež Klement XIII. blahořečil Bernarda da Corleoneho.
- 15. května – Janovská republika Versailleskou smlouvou postoupila Francii ostrov Korsika.
- 20. května – Britský mořeplavec Samuel Wallis dokončil dvouletou cestu kolem světa.
- červen – Skotský přírodovědec a cestovatel James Bruce zahájil expedici po Egyptě a Etiopii.
- 26. srpna – Britský mořeplavec James Cook odplul z Plymouthu na svou první cestu kolem světa.
- 25. září – Osmanský sultán Mustafa III. vyhlásil Rusku válku.
- 28. prosince – Taksin byl korunován králem Thajska.
- 31. prosince – Marie Terezie vydala trestní zákoník Constitutio criminalis Theresiana (Hrdelní řád Marie Terezie).
- Ruští lovci zabili u Komandorských ostrovů posledního známého jedince korouna bezzubého.

### Probíhající události
- 1768–1771 – První plavba Jamese Cooka
- 1768–1774 – Rusko-turecká válka

## Vědy a umění
- 10. prosince – V Londýně byla založena Royal Academy of Arts.
- Ve skotském Edinburghu začala vycházet Encyklopedie Britannica

## Narození

### Česko
- 1. srpna – Ignác Raška, hrnčířský podnikatel v Kopřivnici († 1824)
- 26. listopadu – Ferdinand z Bubna a Litic, rakouský polní maršál českého původu († 5. června 1825)

### Svět

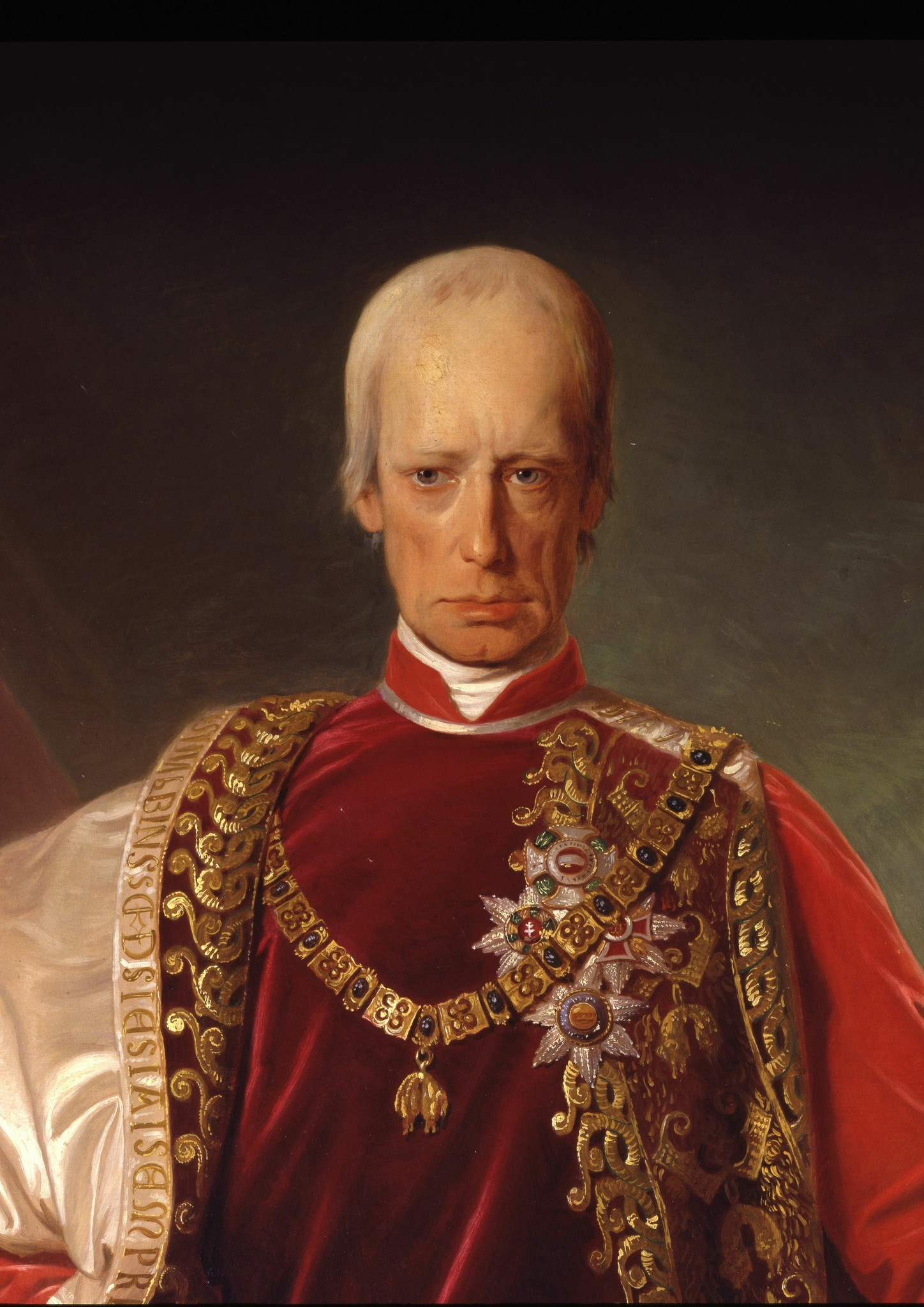
František I. (* 12. února)

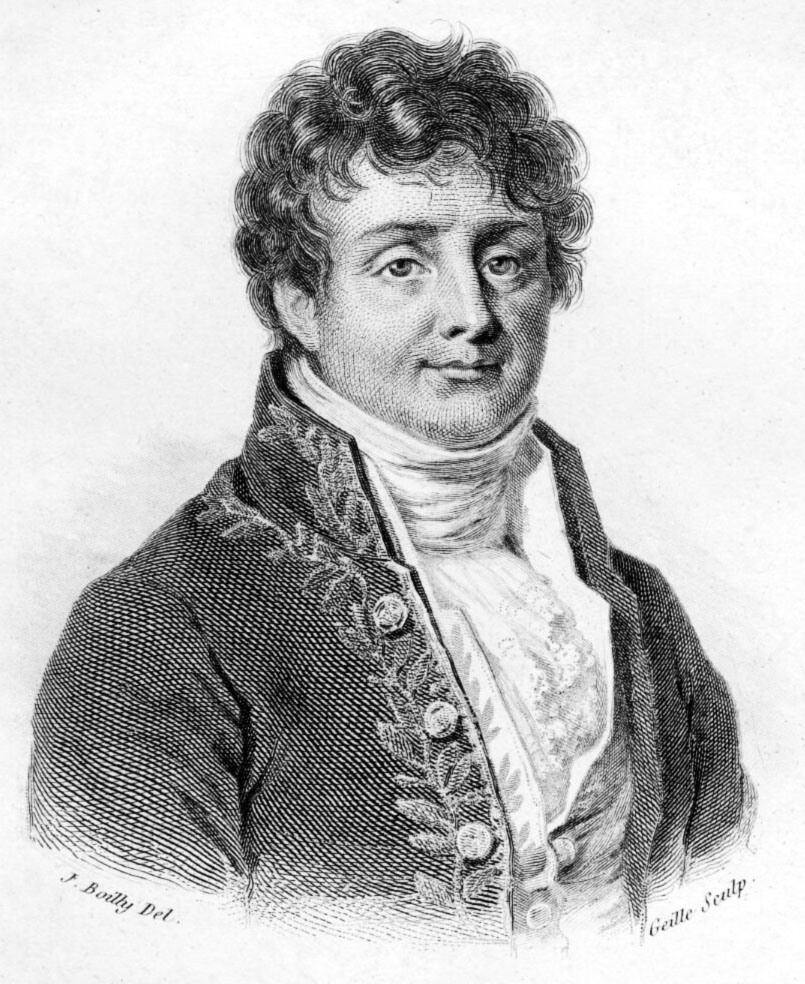
Joseph Fourier (* 21. března)

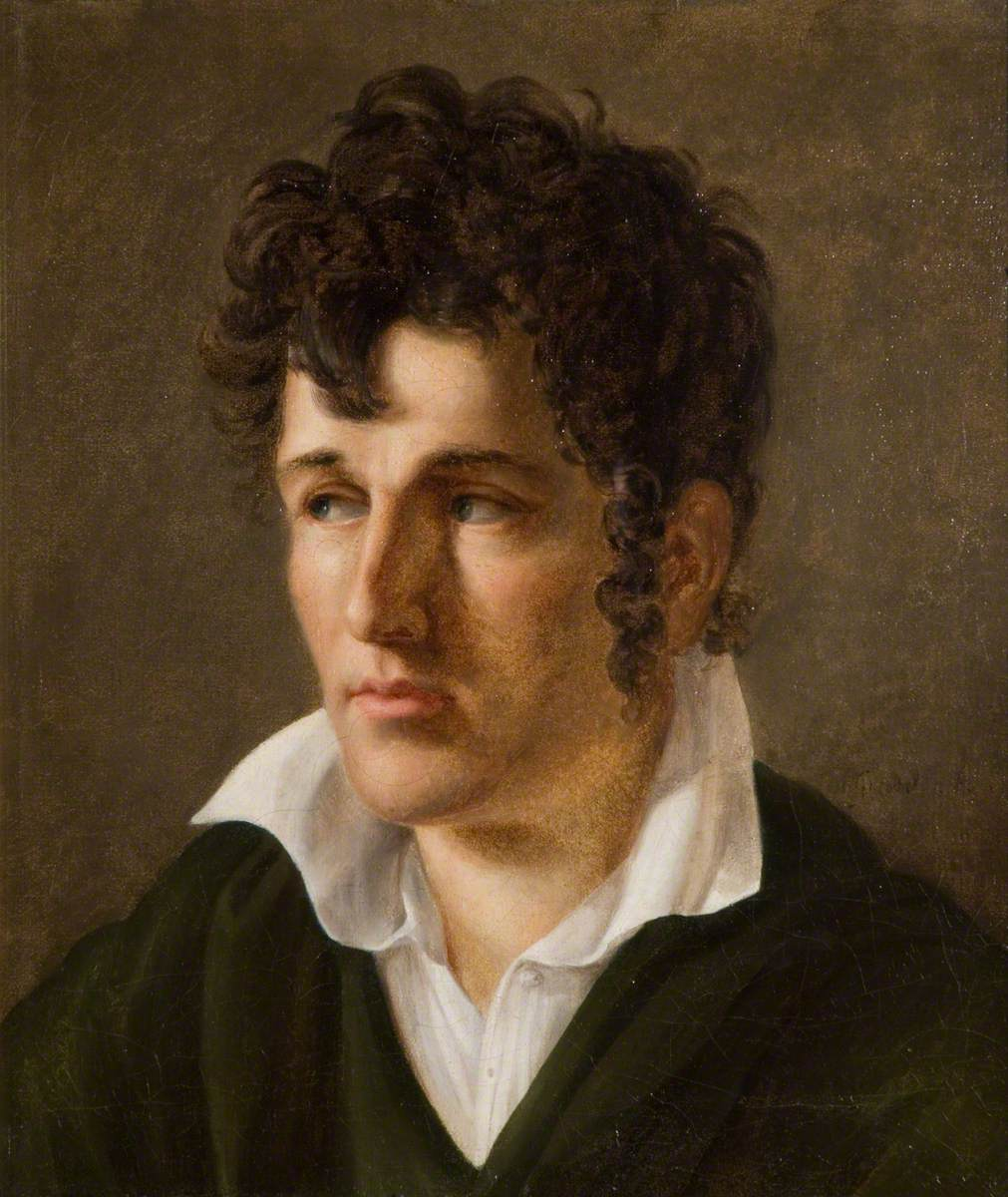
François René de Chateaubriand (* 4. září)

- 7. ledna – Josef Bonaparte, neapolský a španělský král († 28. července 1844)
- 17. ledna – Sebastian Fahrländer, švýcarský lékař a politik († 18. února 1841)
- 21. ledna – Giuseppe Venturoli, italský inženýr († 19. října 1846)
- 24. ledna – Friedrich Erhardt von Röder, pruský generál kavalérie († 7. prosince1834)
- 25. ledna – Justus Erich Walbaum, německý typograf († 21. června 1839)
- 28. ledna – Frederik VI., dánský a norský král († 3. prosince 1839)
- 1. února – Alexandre Jacques Bernard Law de Lauriston, francouzský generál a maršál († 10. června 1828)
- 11. února – Carlo Barabino, italský architekt († 3. září 1835)
- 12. února – František I., evropský panovník († 2. března 1835)
- 13. února – Édouard Adolphe Casimir Joseph Mortier, francouzský maršál († 28. července 1835)
- 14. února – Paul Usteri, švýcarský publicista a politik († 9. dubna 1831)
- 15. února – Anthony Carlisle, anglický chirurg († 2. listopadu 1842)
- 20. února – Vinzenz Ferrerius von Bianchi, rakouský generál († 21. srpna 1855)
- 25. února – Friedrich von Adelung, německý právník a filozof († 30. ledna 1843)
- březen – Carlos Baguer, španělský varhaník a hudební skladatel († 29. února 1808)
- 1. března – Pierre Coudrin, francouzský kněz a misionář († 27. března 1837)
- 3. března – Vincenzo Brunacci, italský matematik († 16. června 1818)
- 4. března – Johann Friedrich Kind, německý spisovatel († 24. června 1843)
- 15. března – Maria Anna Czartoryski, polská spisovatelka († 21. října 1854)
- 17. března – Kaahumanu, havajská královna († 5. června 1832)
- 21. března – Joseph Fourier, francouzský matematik a fyzik († 16. května 1830)
- 27. března – Joseph Schreyvogel, rakouský spisovatel († 28. července 1832)
- 13. dubna – Marie Josefa Esterházyová, lichtenštejnská knížecí princezna a kněžna z Esterházy († 8. srpna 1845)
- 14. dubna – Wilhelm Kaspar Ferdinand von Dörnberg, německý generál († 19. března 1850)
- 20. dubna – Matías de Córdova, guatemalský básník a kazatel († 17. října 1828)
- 23. dubna
  - Friedrich Groos, německý lékař a filozof († 15. června 1852)
  - José Álvarez, španělský stavitel († 26. listopadu 1827)
- 2. května – Jean-Louis Alibert, francouzský lékař († 4. listopadu 1837)
- 3. května – Agustín Eyzaguirre, chilský prezident († 19. července 1837)
- 5. května – Karl Friedrich von dem Knesebeck, pruský generálmaršál († 12. ledna 1848)
- 17. května – Karolina Brunšvická, manželka britského krále Jiřího IV. († 7. srpna 1821)
- 20. května – Dolley Madisonová, manželka prezidenta Jamese Madisona († 12. července 1849)
- 12. června – Johann Gottfried Pahl, německý historik a politik († 18. dubna 1839)
- 13. června – Peter von Vécsey, rakouský generál († 21. června 1809)
- 25. června – Lazare Hoche, francouzský generál († 18. září 1797)
- 30. června – Elizabeth Monroeová, manželka amerického prezidenta Jamese Monroea († 23. září 1830)
- 6. července – Heinrich Backofen, německý hudební skladatel († 10. července 1830)
- 13. července
  - Giuseppangelo Fonzi, italský lékař († 1840)
  - Peter von Vécsey, rakouský generál († 21. července 1809)
- 18. července – Jean-Robert Argand, francouzský matematik († 13. srpna 1822)
- 19. července – Nicola Grimaldi, italský kardinál († 12. ledna 1845)
- 27. července
  - Joseph Anton Koch, rakouský malíř († 12. ledna 1839)
  - Charlotta Cordayová, francouzská šlechtična, která zavraždila Jeana-Paula Marata 17. července 1793)
- 28. července – Henriette Frölich, německá spisovatelka († 5. dubna 1833)
- 31. července – Giovanni Carmignani, italský právník († 29. dubna 1847)
- 1. srpna – Karl Ludwig von Haller, švýcarský právník a politik († 20. května 1854)
- 6. srpna – Jean-Baptiste Bessières, francouzský generál († 1. května 1813)
- 10. srpna – Johann Michael Vogl, rakouský pěvec († 10. listopadu 1840)
- 15. srpna – Christoph von Schmid, německý básník a spisovatel († 3. září 1854)
- 17. srpna – Louis-Charles-Antoine Desaix, francouzský generál († 14. června 1800)
- 27. srpna – Johann Friedrich Gottlieb Delbrück, pruský teolog a pedagog († 4. července1830)
- 24. srpna – Julius von Voß, německý spisovatel († 1. listopadu 1832)
- 27. srpna – Joseph Vitus Burg, mohučský biskup († 22. května 1833)
- 1. září – Pietro Abbati Marescotti, italský matematik († 7. května 1842)
- 4. září – François René de Chateaubriand, francouzský spisovatel a diplomat († 4. července 1848)
- 6. září – Antoine de Lhoyer, francouzský skladatel a kytarista († 15. března 1852)
- 21. září – Louis Emmanuel Jadin, francouzský hudební skladatel († 11. dubna 1853)
- 28. září – John Jackson, anglický boxer († 7. října 1845)
- 2. října – William Carr Beresford, britský generál († 8. ledna 1854)
- 6. října – Josef Madersperger, jeden z vynálezců šicího stroje († 2. října 1850)
- 11. října – Jean-Édouard Adam, francouzský chemik a fyzik († 11. listopadu 1807)
- 17. října
  - Israel Jacobson, německý židovský reformátor († 14. září 1828)
  - Sophie von Dönhoff, manželka krále Bedřicha Viléma II. († 28. ledna1838)
- 20. října – Jules Armand Louis de Rohan, francouzský šlechtic z rodiny Rohanů a voják († 13. ledna 1836)
- 28. října – Johannes Daniel Falk, pruský teolog a básník († 14. února 1826)
- 31. října
  - Juan Egaña Risco, chilský prezident († 20. dubna 1836)
  - Simon Moritz von Bethmann, německý bankéř a diplomat († 28. prosince 1826)
- 2. listopadu – Carl Bonaventura Witzka, německý hudební skladatel († 31. října 1848)
- 11. listopadu – Joseph Henri Joachim Lainé, francouzský politik († 17. prosince 1835)
- 13. listopadu – Karolína z Manderscheid-Blankenheimu, kněžna z Lichtenštejna († 1. března 1831)
- 18. listopadu – Zacharias Werner, německý dramatik († 17. ledna 1823)
- 21. listopadu – Friedrich Daniel Ernst Schleiermacher, německý teolog a filozof († 12. února 1834)
- 24. listopadu – Georg Friedrich Rebmann, německý publicista († 16. září 1824)
- 27. listopadu – Karolina Meineke, manželka anglického krále Viléma IV. († 31. ledna 1815)
- 30. listopadu – Jędrzej Śniadecki, polský chemik a filozof († 11. května 1838)
- 4. prosince – Aimée du Buc de Rivéry, francouzská dědička plantáží, která zmizela v mořích († ?)
- 15. prosince – Marie Anna Viktorie Portugalská, portugalská princezna a infantka († 2. listopadu 1788)
- 18. prosince – Marie-Guillemine Benoist, francouzská malířka († 8. října 1826)
- 22. prosince – John Crome, anglický malíř a grafik († 22. dubna 1821)
- neznámé datum
  - Tecumseh, náčelník kmene Shawnee († 5. října 1813)
  - Edward Donovan, irský zoolog († 1837)
  - John Fearn, britský objevitel († 1837)
  - Laurent Feuillet, francouzský knihovník a spisovatel († 5. října 1843)
  - José María Narváez, španělský průzkumník a navigátor († 4. srpna 1840)

## Úmrtí

### Česko
- 6. ledna – Franciscus de Paula Cardell, jezuita a profesor filosofie (* 1717)
- 12. ledna – Felix Benda, skladatel a varhaník (* 25. února 1708)
- 22. února – Jan Lohelius Oehlschlägel, varhaník a hudební skladatel (* 31. prosince 1724)
- 31. května – František Ludvík z Mattencloitu, šlechtic (* 16. března 1693)
- 2. října – Václav Haas, varhaník a skladatel (* 1694)
- 16. října – Jan Křtitel Antonín Boháč, lékař a přírodovědec (* 14. června 1724)

### Svět
- 1. ledna – Jean Restout, francouzský malíř (* 26. března 1692)
- 2. ledna – Gregorio Babbi, italský tenorista (* 1708)
- 14. ledna – Giuseppe Simone Assemani, libanonský orientalista (* 1687)
- 2. února – Robert Smith, anglický matematik a hudební teoretik (* 1689)
- 27. února – Johann Caspar Ulrich, švýcarský teolog (* 1705)
- 29. února – Ignazio Michele Crivelli, italský kardinál (* 30. září 1698)
- 1. března – Hermann Samuel Reimarus, německý filozof a spisovatel (* 22. prosince 1694)
- 3. března – Nicola Antonio Porpora, italský hudební skladatel (* 17. srpna 1686)
- 6. března – Conrad Beissel, německý mystik (* 1. března 1691)
- 11. března – Giovanni Battista Vaccarini, italský architekt (* 3. února 1702)
- 18. března – Laurence Sterne, britský spisovatel (* 24. listopadu 1713)
- 14. dubna – François de Cuvilliés, bavorský designér a architekt belgického původu (* 23. října 1695)
- 19. dubna – Giovanni Antonio Canal zv. Canaletto, italský malíř, hlavní představitel benátské rokokové malby (* 18. října 1697)
- 24. dubna – Johann Valentin Tischbein, německý malíř (* 11. prosince 1715)
- 27. dubna – Nicolas-Antoine Bergiron, francouzský hudební skladatel (* 12. prosince 1690)
- 29. dubna – Filippo della Valle, italský sochař (* 26. prosince 1698)
- 13. května – Luisa Anna Hannoverská, vnučka britského krále Jiřího II. (* 19. března 1749)
- 29. května – Franz Hilverding, rakouský tanečník a choreograf (* 17. listopadu 1710)
- květen – Pierre Saint-Sevin, francouzský violoncellista a hudební skladatel (* 1. května 1695)
- 6. června – Conrad Beissel, náboženský vůdce (* 1. března 1691)
- 8. června – Johann Joachim Winckelmann, německý archeolog a historik umění (* 9. prosince 1717)
- 24. června
  - Johann Julius Hecker, pruský teolog (* 7. listopadu 1707)
  - Marie Leszczyńská, manželka Ludvíka XV. (* 23. června 1703)
- 28. června – George Hadley, anglický fyzik a meteorolog (* 12. února 1685)
- 29. června – Enrichetto Virginio Natta, italský kardinál (* 10. ledna 1701)
- 4. července – Johann Gottfried Borlach, saský geolog (* 24. května 1687)
- 11. července – José de Nebra, španělský skladatel (* 6. ledna1702)
- 14. července – James Short, britský matematik a optik (* 10. června 1710)
- 31. července – Giorgio Baffo, benátský básník a senátor (* 11. srpna 1694)
- 24. srpna
  - Marcello Crescenzi, italský kardinál (* 27. října 1694)
  - Antonio de Guill y Gonzaga, guvernér Chile (* 1715)
- 25. srpna – Johann Conrad Seekatz, německý malíř (* 4. září 1719)
- 11. září – Joseph-Nicolas Delisle, francouzský astronom (* 4. dubna 1688)
- 1. října – Robert Simson, britský matematik (* 14. října 1687)
- 8. října – Pierre-Joseph Thoulier d'Olivet, francouzský gramatik (* 1. dubna 1682)
- 17. října – Ludvík VIII. Hesensko-Darmstadtský, německý šlechtic (* 5. dubna 1691)
- 24. října – Antoine Gautier de Montdorge, francouzský dramatik a libretista (* 17. ledna 1707)
- 26. října – Anton Heinrich Friedrich von Stadion, německý politik (* 5. dubna 1691)
- 28. října – Michel Blavet, francouzský skladatel (* 13. března 1700)
- 31. října – Francesco Maria Veracini, italský houslista a skladatel (* 1. února 1690)
- 1. listopadu – Pierre Van Maldere, belgický skladatel (* 16. října 1729)
- 10. listopadu – Johann Jacob Leu, švýcarský encyklopedista (* 26. ledna 1689)
- 17. listopadu – Thomas Pelham-Holles, britský politik (* 21. července 1693)
- 18. listopadu – Enea Silvio Piccolomini, italský kardinál (* 22. srpna 1709)
- 22. listopadu – Levin Möller, švédský teolog (* 1709)
- 1. prosince – František Borgia Kéri, uherský fyzik, astronom a historik (* 10. října 1702)
- 8. prosince – Jean Denis Attiret, francouzský malíř (* 1702)
- 13. prosince – Johann Christoph von Dreyhaupt, německý historik (* 20. dubna 1699)
- 20. prosince – Carlo Innocenzo Frugoni, italský básník a libretista (* 21. listopadu 1692)
- neznámé datum
  - Pierre Saint-Sevin, francouzský hudební skladatel (* 1. května 1695)
  - Giorgio Baffo, benátský básník (* 1694)
  - Jean-Laurent Krafft, hudební skladatel (* 10. listopadu 1694)
  - Ivan Honta, vůdce kozáckého povstání proti polské nadvládě na Ukrajině (* ? 1740)

## Hlavy států
- Francie – Ludvík XV. (1715–1774)
- Habsburská monarchie – Marie Terezie (1740–1780)
- Osmanská říše – Mustafa III. (1757–1774)
- Polsko – Stanislav II. August Poniatowski (1764–1795)
- Prusko – Fridrich II. (1740–1786)
- Rusko – Kateřina II. Veliká (1762–1796)
- Španělsko – Karel III. (1759–1788)
- Švédsko – Adolf I. Fridrich (1751–1771)
- Velká Británie – Jiří III. (1760–1820)
- Svatá říše římská – Josef II. (1765–1790)
- Papež – Klement XIII. (1758–1769)
- Japonsko – Go-Sakuramači (1762–1771)